# Lycaeides ismenius
Lycaeides ismenius är en fjärilsart som beskrevs av Gerhard 1853. Lycaeides ismenius ingår i släktet Lycaeides och familjen juvelvingar. Inga underarter finns listade i Catalogue of Life.